# Rendína (Thessalonique)
Rendína, en grec moderne : Ρεντίνα, est un village et un ancien dème du district régional de Thessalonique, en Macédoine-Centrale, Grèce.
Selon le recensement de 2011, la population du village s'élève à 504 habitants.